# 킴벌리 길포일
킴벌리 길포일(Kimberly Guilfoyle, 1969년 3월 9일 ~ )은 미국의 앵커, 사회자, 변호사이다.